# Theodore Mitchell Barkley
Theodore (Ted) Mitchell Barkley (12 de abril de 1934 - 2004) fue un botánico estadounidense.

## Algunas publicaciones
- 1981. Senecio and Erechtites (Compositae) in the North American flora: supplementary notes. Ed. New York Botanical Garden. 5 pp.

### Libros
- 1988. Variation among the aureoid Senecios of North America: a geohistorical interpretation. Ed. New York Botanical Garden. 25 pp.

- 1983. Field guide to the common weeds of Kansas. Kansas and the Region Series. Ed. University Press of Kansas. 164 pp. ISBN 0700602240

- 1980. Taxonomic notes on Senecio tomentosus and its allies (Asteraceae). Ed. New York Botanical Garden. 18 pp.

- -----------------, arthur j. Cronquist. 1978. Erechtites. Ed. New York Botanical Garden. 142 pp.

- 1977. Atlas of the Flora of the Great Plains. Great Plains Flora Association. Ed. Iowa State University Press. 600 pp. ISBN 0813801354

- 1968. A manual of the flowering plants of Kansas. Nº 1000 de Contribution. Ed. Kansas State University Endowment Association. 402 pp.

- 1962. A revision of Senecio aureus L., and allied species. Ed. Kansas Academy of Science. 85 pp.

- 1957. A revision of the western North American species of the genus Senecio allied with Senecio integerriumus Nutt. Ed. Oregon State College. 182 pp.

- La abreviatura «T.M.Barkley» se emplea para indicar a Theodore Mitchell Barkley como autoridad en la descripción y clasificación científica de los vegetales.[1]